# Hister catarinae
Hister catarinae är en skalbaggsart som beskrevs av Michael S. Caterino 1999. Hister catarinae ingår i släktet Hister och familjen stumpbaggar. Inga underarter finns listade i Catalogue of Life.